# Ànec de Hartlaub
L'ànec de Hartlaub (Pteronetta hartlaubii) és un ocell aquàtic de la família dels anàtids (Anatidae) conegut en moltes llengües com ànec de Hartlaub (Francès: Canard de Hartlaub. Anglès: Hartlaub's Duck. Espanyol: Pato de Hartlaub), en honor de l'ornitòleg alemany Gustav Hartlaub. És l'única espècie del gènere Pteronetta.
Habita rius i llacs a zones boscoses de l'Àfrica subsahariana, des de Guinea, a través de la República Centreafricana fins al Sudan i la República Democràtica del Congo. Aquesta espècie, molt discreta, passa desapercebuda, malgrat la seva grandària. S'alimenta principalment de plantes aquàtiques. Com altres espècies tropicals, es pot reproduir en qualsevol moment de l'any.